# 川崎市教育委員会
川崎市教育委員会（かわさきしきょういくいいんかい）は、神奈川県川崎市川崎区宮本町6番地に拠点を置く、川崎市の組織。川崎市内の教育に関連した調査などを行う行政委員会である。2022年現在の教育長は小田嶋　満。

## 概要
組織は総務部（庶務課、企画課、学事課、教育改革推進担当、人権・共生教育担当）・職員部（教職員課・勤労課）・学校教育部（健康教育課・指導課）・生涯学習部（生涯学習推進課・文化財課、スポーツ課）などから構成されている。
1983年（昭和58年）から明治安田生命川崎ビルに入居していたが、2024年（令和6年）7月29日に川崎市役所第3庁舎に移転した（教育委員会の移転をもって川崎市役所の機能集約が完了した）。

## 参考・外部リンク
- 川崎市教育委員会ホームページ